# City Island
City Island is een klein eiland gelegen in het noordoosten van de borough The Bronx van New York. De oppervlakte van het eiland bedraagt ongeveer 1 km². Het is circa 2,4 km lang en 0,8 km breed en ligt in de westelijke tip van de Long Island Sound. Het eiland behoort tot de Pelham Islands groep ten zuiden van Pelham Bay en Pelham Bay Park.
Over het eiland lopen twee straten van noord naar zuid, City Island Avenue over de gehele lengte en parallel Minnieford Avenue enkel in het noordelijk deel van het eiland. Op deze straten zijn meerdere dwarsstraten gelegen van oost naar west. City Island Avenue is in het noorden met een brug van circa 100 meter lengte met het vasteland verbonden, Minnieford Avenue is met een andere brug met nog een klein ander privaat eilandje verbonden, High Island.
In 2010 woonden er 4.387 personen op het eiland. Op het eiland is een dertigtal restaurants gevestigd, veelal met vis en zeevruchten op het menu.
Het eiland is de achtergrond van de langspeelfilm City Island uit 2009 met Andy García en Julianna Margulies.
City Island · Concourse · Co-op City · Fordham · Kingsbridge · Morrisania · Parkchester · Riverdale · Spuyten Duyvil · Throgs Neck · Wakefield · West Farms